# Kroktjärnen (Lycksele socken, Lappland, 719314-166357)
Kroktjärnen är en sjö i Lycksele kommun i Lappland och ingår i Umeälvens huvudavrinningsområde. Sjön har en area på 0,0472 kvadratkilometer och ligger 258,2 meter över havet.

## Delavrinningsområde
Kroktjärnen ingår i det delavrinningsområde (719280-166282) som SMHI kallar för Mynnar i Ajaursjön. Medelhöjden är 258 meter över havet och ytan är 6,64 kvadratkilometer. Räknas de 5 avrinningsområdena uppströms in blir den ackumulerade arean 48,92 kvadratkilometer. Storb. som avvattnar avrinningsområdet har biflödesordning 4, vilket innebär att vattnet flödar genom totalt 4 vattendrag innan det når havet efter 183 kilometer. Avrinningsområdet består mestadels av skog (64 procent) och sankmarker (30 procent). Avrinningsområdet har 0,15 kvadratkilometer vattenytor vilket ger det en sjöprocent på 2,2 procent.